# Гринвич (Конектикат)
Гринвич (енгл. Greenwich) насељено је место без административног статуса у америчкој савезној држави Конектикат.

## Демографија
По попису из 2010. године број становника је 12.942.
| Група             | 2000.    | 2010.         |
| Белци             | 0 (0,0%) | 9.227 (71,3%) |
| Афроамериканци    | 0 (0,0%) | 640 (4,9%)    |
| Азијати           | 0 (0,0%) | 1.010 (7,8%)  |
| Хиспаноамериканци | 0 (0,0%) | 1.803 (13,9%) |
| Укупно            | 0        | 12.942        |